# Orecta
Orecta là một chi bướm đêm thuộc họ Sphingidae.

## Các loài
- Orecta acuminata - Clark 1923
- Orecta fruhstorferi - Clark 1916
- Orecta lycidas - (Boisduval 1875)
- Orecta venedictoffae - Cadiou 1995